# David Tomás
David Tomás Pérez (Granollers, 19 agosto 1974) è un pilota motociclistico spagnolo ritiratosi dall'attività agonistica.

## Carriera
Inizialmente si è dedicato al motocross, partecipando al campionato regionale di Gerona, che vinse nel 1987. Rimase in questa specialità fino al 1992, anno in cui passò alle corse su scooter e alla Supersport.
Nel 1997 ottenne un podio nel Campionato europeo e giunse secondo nel campionato di Catalogna. Un anno più tardi giunse secondo nel campionato Europeo Velocità nelle Supersport. Nel 1999 ha nuovamente partecipato all'europeo, stavolta in classe 250, arrivando al 14º posto.
Per quanto riguarda il motomondiale, le sue prime presenze sono state registrate nella stagione 2000, iniziata competendo in classe 250 e conclusa in classe 500, utilizzando in entrambi i casi delle motociclette Honda. L'anno seguente ha gareggiato solo in 250, ottenendo 11 punti nelle sue 14 presenze ai gran premi.

## Risultati nel motomondiale

### Classe 250
| 2000 | Classe | Moto  |  |  |  |  |  |  |     |    |     |  |  |  |  |  |  |  | Punti | Pos. |
| ---- | ------ | ----- |  |  |  |  |  |  | --- | -- | --- |  |  |  |  |  |  |  | ----- | ---- |
| 2000 | 250    | Honda |  |  |  |  |  |  | Rit | 14 | Rit |  |  |  |  |  |  |  | 2     | 35º  |

| 2001 | Classe | Moto  |    |  |    |    |    |    |    |    |    |    |    |    |    |    |    |     | Punti | Pos. |
| ---- | ------ | ----- | -- |  | -- | -- | -- | -- | -- | -- | -- | -- | -- | -- | -- | -- | -- | --- | ----- | ---- |
| 2001 | 250    | Honda | NQ |  | 25 | 19 | 17 | 22 | 10 | 16 | 15 | 21 | 16 | 22 | 14 | 14 | 16 | Rit | 11    | 26º  |

| Legenda | 1º posto        | 2º posto            | 3º posto            | A punti      | Senza punti        | Grassetto – Pole position Corsivo – Giro più veloce |
| Legenda | Gara non valida | Non qual./Non part. | Ritirato/Non class. | Squalificato | '-' Dato non disp. | Grassetto – Pole position Corsivo – Giro più veloce |

### Classe 500
| 2000 | Classe | Moto  |  |  |  |  |  |  |  |  |  |  |  |  |    |    |    |     | Punti | Pos. |
| ---- | ------ | ----- |  |  |  |  |  |  |  |  |  |  |  |  | -- | -- | -- | --- | ----- | ---- |
| 2000 | 500    | Honda |  |  |  |  |  |  |  |  |  |  |  |  | 13 | 17 | 17 | Rit | 3     | 24º  |

| Legenda | 1º posto        | 2º posto            | 3º posto            | A punti      | Senza punti        | Grassetto – Pole position Corsivo – Giro più veloce |
| Legenda | Gara non valida | Non qual./Non part. | Ritirato/Non class. | Squalificato | '-' Dato non disp. | Grassetto – Pole position Corsivo – Giro più veloce |